# بنیامین آئور
بنیامین آئور (به آلمانی: Benjamin Auer؛ زادهٔ ۱۱ ژانویهٔ ۱۹۸۱) بازیکن سابق فوتبال آلمانی است که در پست مهاجم بازی می‌کرد.
او در مقطع ملی، نماینده آلمان در تیم‌های زیر ۲۱ سال و تیم ب بود.